# سفارة المغرب في بلجيكا
سفارة المغرب في بلجيكا هي أرفع تمثيل دبلوماسي لدولة المغرب لدى بلجيكا. تقع السفارة ببروكسل العاصمة وهي تهدف لتعزيز المصالح المغربية في بلجيكا.
محمد عامر هو السفير الحالي منذ 13 أكتوبر 2016.

## السفارة
تقع السفارة بشارع سان ميشيل رقم 29 الرمز البريدي 1040 بروكسل.

## سفراء المغرب ببلجيكا
| الإسم               | االمنصب | تاريخ التعيين  | تاريخ تقديم أوراق الإعتماد | تاريخ انتهاء المهمة | ملوك المغرب              | ملوك بلجيكا               |
| ------------------- | ------- | -------------- | -------------------------- | ------------------- | ------------------------ | ------------------------- |
| عبد. الرحيم حركات   | سفير    | 26 يوليو 1960  |                            |                     | محمد الخامس              | بودوان الأول              |
| عبد اللطيف الفيلالي | سفير    | 10 يوليو 1962  |                            |                     | الحسن الثاني             | بودوان الأول              |
| بنسالم جسوس         | سفير    | 14 أكتوبر 1963 |                            | 1971                | الحسن الثاني             | بودوان الأول              |
| عبد القادر بنسليمان | سفير    | 25 فبراير 1972 |                            | 20 نوفمبر 1972      | الحسن الثاني             | بودوان الأول              |
| أحمد بنكيران        | سفير    | 24 يوليو 1973  |                            | 1976                | الحسن الثاني             | بودوان الأول              |
| زين العابدين السبتي | سفير    | 1 مارس 1977    |                            | 1985                | الحسن الثاني             | بودوان الأول              |
| عبد المالك الشرقاوي | سفير    | 1986           |                            | 1988                | الحسن الثاني             | بودوان الأول              |
| عبد الله لحلو       | سفير    | 28 يناير 1989  | 13 أبريل 1989              | 1995                | الحسن الثاني             | بودوان الأول/ألبير الثاني |
| محمد كديرة          | سفير    | 10 فبراير 1995 |                            |                     | الحسن الثاني/محمد السادس | ألبير الثاني              |
| مصطفى صلاح الدين    | سفير    | 2001           |                            | 2008                | محمد السادس              | ألبير الثاني              |
| سمير الدهر          | سفير    | 2008           |                            | 2016                | محمد السادس              | ألبير الثاني/فيليب        |
| محمد عامر           | سفير    | 13 أكتوبر 2016 |                            |                     | محمد السادس              | فيليب                     |

## قنصلية
أنتويرب: قنصلية عامة.
بروكسل::قنصلية عامة.
لياج:: قنصلية عامة.